# Притча (роман)
«Притча» (англ. A Fable) — роман американского писателя Уильяма Фолкнера, впервые опубликованный в 1954 году. Был удостоен Пулитцеровской и Национальной книжной премий.

## Сюжет
Действие романа происходит на Западном фронте Первой мировой войны весной 1918 года. Один французский полк отказывается идти в атаку, и после этого прекращается огонь по всему фронту. Кажется, что это может положить конец войне, — но выясняется, что есть могущественные силы, которые не хотят прекращать бойню. В сюжете прослеживаются чёткие параллели с Новым заветом.

## Создание и оценки
В 1943 году режиссёр Генри Хэтэуэй предложил Фолкнеру, работавшему тогда в Голливуде, написать киносценарий о том, как Иисус Христос возвращается на землю во время Первой мировой войны и, неузнанный, погибает на фронте, после чего его хоронят в могиле Неизвестного солдата. Сценарий остался ненаписанным, но идея Фолкнера заинтересовала. Спустя несколько месяцев он сообщил в одном из писем: «Я пишу небольшую вещь, в 10-15 тысяч слов. Это притча, в которой осуждается война».
Постепенно «небольшая вещь» превратилась в масштабный роман, и работа соответственно затянулась. К июлю 1947 года были написаны 400 страниц из запланированной тысячи, затем наступил долгий перерыв, а осенью или зимой 1952 года Фолкнер снова взялся за «Притчу». «Чувствую, знаю, что это будет моя последняя серьёзная книга», — написал он Джоан Уильямс в апреле 1953 года. Роман был написан в ноябре, а в августе 1954 года увидел свет.
Мнения критиков были неоднозначными: рецензенты признали величие замысла и важность проповедуемых автором идей, но увидели в книге и множество недостатков. Автор рецензии в «Геральд трибюн» констатировал: «Этот роман возвышается над всеми другими романами, вышедшими в этом году, как несовершенный и недостроенный собор возвышается над кварталом хорошо построенных коттеджей». Тем не менее Фолкнер получил за «Притчу» Пулитцеровскую и Национальную книжную премии.